# Sonic the Hedgehog (игра, 2006)
Sonic the Hedgehog (яп. ソニック・ザ・ヘッジホッグ Соникку дза Хэддзихоггу, рус. «Ёж Соник»), также известна как Sonic 2006 и Sonic Next-Gen — видеоигра в жанре платформер из серии Sonic the Hedgehog на игровые консоли PlayStation 3 и Xbox 360, разработанная студией Sonic Team и выпущенная Sega осенью 2006 года. В 2009 году проект был переиздан в сервисе Xbox Live, но позже был оттуда удалён.
Sonic the Hedgehog — первый проект франшизы, изданный для консолей седьмого поколения. Действие игры происходит в мире, похожем на Землю. Сюжет посвящён ежам Сонику, Шэдоу и Сильверу, которых объединяет одна цель — спасти планету от монстра по имени Солярис. Sonic the Hedgehog является трёхмерным платформером. Геймплей разделён на две части: основную, где игрок проходит уровни, и открытый мир, по которому можно свободно перемещаться.
Игра приурочена к 15-летию выхода первой игры Sonic the Hedgehog. Проект был анонсирован в мае 2005 года на выставке Electronic Entertainment Expo. Студия планировала выпустить платформер на Wii и Windows, но их релиз так и не состоялся. Во время разработки команда сталкивалась с большими трудностями, и со стороны издательства Sega на неё оказывалось большое давление. После выхода игра была негативно оценена игровой прессой, раскритиковавшей её за многочисленные недоработки и невнятное управление.

## Игровой процесс
Sonic the Hedgehog представляет собой трёхмерный платформер с элементами action-adventure. Игра делится на две составляющие: «Action Stages» (экшен-этапы) и «Town Stages» (городские уровни). Сюжет разделён на три части, посвященные Сонику, Шэдоу и Сильверу. Игровой процесс зависит от выбранного персонажа. Соник проходит уровни, на которых сначала происходит обычный бег с элементами боя, а потом — спринт. В отдельных эпизодах синему ежу приходится спасать принцессу Элис. Уровни Шэдоу подобны уровням Соника, но без спринта. Некоторые акты можно проходить с помощью транспортных средств. Геймплей Сильвера включает в себя использование телекинеза, чтобы брать объекты и бросать их в сторону врага, и левитации в воздухе в течение определённого времени. В отдельных случаях игрок контролирует своих напарников, которые помогают главным героям в решении тех или иных задач. После завершения всех трёх историй открывается последняя сюжетная линия.
«Action Stage» представляет собой прохождение уровней. От игрока требуется пройти десять игровых зон («Wave Ocean», «Dusty Desert», «White Acropolis», «Crisis City», «Flame Core», «Radical Train», «Tropical Jungle», «Kingdom Valley», «Aquatic Base» и «End of the World»), каждая из которых заполнена различными врагами-роботами и приспешниками Соляриса. Соник и Шэдоу могут атаковать врагов с помощью приёма homing attack (самонаводящиеся атака) или ударом в прыжке, а Сильвер может уничтожать своих соперников с помощью телекинеза. Во время прохождения персонаж собирает золотые кольца, служащие защитой от врагов, а при сборе 100 штук дающие дополнительную жизнь. Если игроку будет нанесён урон, то он потеряет все кольца, без которых главный герой гибнет при повторном попадании со стороны злодея. Выпавшие после получения урона кольца можно собрать, но только в течение ограниченного времени. Также на уровнях игрок может собирать различные бонусы, например, дополнительную жизнь или временную неуязвимость. В конце каждого уровня идёт подсчёт очков и присуждается ранг (оценка). За прохождение игрока награждают медалями и дополнительными кольцами. Самый худший ранг — «D», лучший — «S». После прохождения зон игрок сражается с боссом. В версии игры для Xbox 360 действует система достижений.
В каждой истории персонаж будет перемещаться по открытому игровому миру — «Town Stages». В отличие от «Action Stage», здесь отсутствуют враги-роботы и редко попадаются кольца. В городе можно общаться с неигровыми персонажами, исследовать местность, и проходить необязательные миссии, чтобы заработать кольца, которые можно потратить на особые приёмы своих персонажей в специальных магазинах. Как и на этапах, в «Town Stages» можно собирать медали, чтобы разблокировать дополнительные акты.
Помимо одиночной игры, в Sonic the Hedgehog поддерживается мультиплеер до двух игроков с использованием технологии разделённого экрана. В многопользовательской игре всего два режима — «Tag» и «Battle». Первый является кооперативной игрой, где персонажи вместе проходят уровень с целью получить Изумруд Хаоса. Жизни игроки делят пополам, и игра заканчивается или начинается заново после смерти одного из героев. Во втором режиме персонажи уже соревнуются друг с другом. Победителем становится тот, кто пришёл к финишу первым. Также для игры был выпущен ряд различного дополнительного контента (DLC). В него входят режим «Hard» (сложный режим), более трудное прохождение игры, «Boss Attack», где персонажу позволяют сразиться со всеми боссами подряд, и «Team Attack Amigo», который позволяет игрокам пройти всю игру за друзей Соника.

## Сюжет

### Игровой мир
Действие Sonic the Hedgehog происходит на планете, похожей на Землю, на «Adventure Fields» (поля приключений). Каждое такое «поле» представляет собой нелинейный этап игры, по большей части предназначенный для решения загадок, исследований и продвижения по сюжету. «Adventure Fields» связаны между собой, и в каждом из них есть по несколько серебряных медалей.
Главную роль в сюжете играет расположенный на воде город Солеанна (яп. ソレアナ Сореанна, англ. Soleanna). Территориально населённый пункт разделён на три части. Старый город является историческим и культурным центром, через него проходят мелкие каналы и в нём располагается множество старинных зданий и мостов. Благодаря своему историческому наследию он привлекает толпы туристов. Здесь же расположен дворец правителей Солеанны. В старом городе каждый год проводится «фестиваль Солнца», где все жители и гости города поклоняются богу Солнца Солярису и во время мероприятия зажигается чаша с огнём. Новый город застроен современными зданиями и является торгово-промышленным центром Солеанны. Имеется порт, куда заходят суда и яхты. В отличие от старой части, здесь проложены автомобильные дороги и нет водных каналов. Между Старым и Новым городом расположен лес.
Город часто подвергается атакам доктора Эггмана, который хочет захватить власть на планете. Кроме того, в мире, где живёт Сильвер, Солеанна разрушена. Однако временной парадокс предотвратил вышеперечисленные неблагоприятные события.

### Персонажи
В Sonic the Hedgehog есть три полностью игровых персонажа, которых нужно разблокировать по мере прохождения игры. С самого начала открыта только история Соника, а Шэдоу и Сильвер становятся доступными после встречи с ними на уровнях. Кроме того, игрок на зонах может контролировать своих напарников.
- Ёж Соник (яп. ソニック・ザ・ヘッジホッグ Соникку дза Хэдзихоггу, англ. Sonic the Hedgehog) — самый быстрый ёж в мире. Спасает правительницу Солеанны принцессу Элис (яп. 公女イリス Кимидзё Эрису, англ. Princess Elise) от доктора Эггмана[25]. Союзники Соника — лис Майлз «Тейлз» Прауэр (яп. マイルス・テイル・スパウアー Майрусу Тэйрусу Пауа:, англ. Miles «Tails» Prower) и ехидна Наклз (яп. ナックルズ・ザ・エキドゥナ Наккурудзу дза Экидуна, англ. Knuckles the Echidna)[28].
- Ёж Шэдоу (яп. シャドウ・ザ・ヘッジホッグ Сядо: дза Хэдзихоггу, англ. Shadow the Hedgehog) — высшая форма жизни, созданная дедом Эггмана на космической колонии «АРК»[29]. Правительственный агент организации G.U.N. (Guardian Units of Nations). Шэдоу нужно спасти свою напарницу летучую мышь Руж (яп. ルージュ・ザ・バット Ру:дзю дза Батто, англ. Rouge the Bat) и найти Скипетр Тьмы. Напарниками чёрного ежа являются Руж и робот E-123 Омега (яп. オメガ Омэга, англ. E-123 Omega)[28].
- Ёж Сильвер (яп. シルバー・ザ・ヘッジホッグ Сируба: дза Хэдзихоггу, англ. Silver the Hedgehog) — ёж серого цвета, прибывший из будущего. Спасает свой мир от Иблиса. Помогают Сильверу кошка Блейз (яп. ブレイズ・ザ・キャット Бурэйдзу дза Кятто, англ. Blaze the Cat) и ежиха Эми Роуз (яп. エミー・ローズ Эми: Ро:дзу, англ. Amy Rose)[28].

Главными антагонистами в игре выступают доктор Эггман (яп. ドクタアエッグマン Докута: Эггуман, англ. Doctor Eggman) и бог солнца по имени Солярис (яп. ソラリス Сорарису, англ. Solaris). Злой учёный хочет заполучить драгоценные камни Изумруды Хаоса и захватить весь мир, а демон хочет ввергнуть планету во тьму и уничтожить само время. Солярис изначально существовал как пламя, которому поклонялись все жители Солеанны. Герцог Солеанны (яп. ソレアナ王 Сорэана О, англ. Duke of Soleanna) создал одноимённый проект и стал проводить эксперименты в надежде, что они, используя способности контроля времени пламени, помогут человечеству исправить свои прошлые грехи (а также позволить себе и своей дочери, принцессе Элис, увидеть покойную мать Элис вновь). Однако во время одного из экспериментов монстр разделился на двух демонов — Иблиса (яп. イブリース Ибури: су, англ. Iblis), представлявший собой огонь, и Мефилеса (яп. 闇のメフィレス Мэфирэсу, англ. Mephiles), похожего на чёрный туман и позже принявшего форму Шэдоу. Мефилес был заперт в артефакте, известном как Скипетр Тьмы, а Иблис был запечатан в душу Элис. После того как Мефилес освободился, он пытается вновь слиться с Иблисом; это ему удаётся после убийства Соника.

### История
В городе Солеанна открытие «фестиваля Солнца» нарушается прибытием доктора Эггмана, который требует от принцессы Элис отдать ему Изумруд Хаоса. На помощь приходит ёж Соник, который убегает вместе с Элис от злодея. Тем не менее, учёный всё равно настигает Соника на своём корабле и при помощи Эггмобиля похищает принцессу. Но, благодаря ежу и лисёнку Тейлзу, героиня вновь на свободе. В это же время на базе Эггмана правительственные агенты ёж Шэдоу и летучая мышь Руж ищут Скипетр Тьмы. После битвы с доктором скипетр разрушается, и из него выходит дым, который принимает форму Шэдоу. Представившись как Мефилес, он отправляет героев в будущее, туда же отправляется и сам; там демон находит ежа Сильвера и кошку Блейз и говорит им, что в гибели их мира виновен синий ёж.
Попав в прошлое , Сильвер и Блейз находятся далеко друг от друга. В Солеанне серебряный ёж впервые видит Соника и сражается с ним. После боя Соник убегает в неизвестном направлении. Сильвер хочет снова отомстить синему ежу. В поисках своего соперника гостю из будущего помогает Эми Роуз. Найдя Соника, Сильвер хочет навязать бой, но его останавливает Эми. А в это время Эггман, воспользовавшись моментом, вновь похищает принцессу. Соник, Тейлз и примкнувший к ним ехидна Наклз собираются идти вместе для спасения Элис. Злодей предлагает выкуп: отдать ему Изумруд Хаоса, а в обмен — освобождает героиню из плена. Несмотря на протесты своих друзей, синий ёж отдаёт камень Эггману, но он отправляет команду в будущее. Шэдоу и Руж находят робота E-123 Омега и потом вместе с Соником, Тейлзом и Наклзом с помощью двух Изумрудов переносят себя в настоящее. После сбора нескольких камней Шэдоу узнаёт от Мефилеса, что в будущем Омега находится в заключении по обвинению в разрушении мира. Ёж отправляется обратно в будущее и спасает своего друга.
Шэдоу, снова вернувшись в настоящее, знакомится с Сильвером. Оба героя отправляются в прошлое на десять лет назад. Там они узнают о научном проекте «Солярис», руководимым герцогом Солеанны, который, в свою очередь, является отцом Элис. Благодаря этому проекту появились Иблис и Мефилес. Герцог даёт Шэдоу Скипетр Тьмы, чтобы тот запечатал туда Мефилеса, а Сильвер успешно ловит Иблиса и запирает его внутри принцессы. Прежде чем умереть от ран, полученных в результате инцидента, правитель говорит своей дочери, чтобы она никогда не плакала, так как это освободит монстра. Пока двое ежей находятся в прошлом, Соник в настоящем не может достичь корабля Эггмана, внутри которого сидит Элис. Прибывший Сильвер помогает синему ежу вернуться назад во времени, чтобы спасти принцессу. Пока Соник разбирается с учёным, Шэдоу, Руж, Омега, Сильвер и Блейз возвращаются в будущее для уничтожения демонов. Если Мефилеса удалось быстро победить, то ради уничтожения Иблиса Блейз пожертвовала своей жизнью, запечатав его в свою душу.
Оправившись от поражения Мефилес убивает Соника с помощью кристалла с лезвием. Элис плачет, и из неё высвобождается Иблис. Мефилес поглощает Иблиса, превращаясь в монстра, известного как Солярис. Принцесса чувствует, что синий ёж может быть ещё жив, а Сильвер понимает, что воскресить персонажа смогут Изумруды Хаоса. Герои из трёх команд с трудом находят камни, и с помощью их и поцелуя Элис возрождают Соника в его супер-форме. Вместе с Шэдоу и Сильвером, которые тоже приняли свою супер-форму, они успешно побеждают Соляриса. После этого Соник и принцесса возвращаются назад, чтобы найти оригинальную форму Соляриса и затушить его. Элис тушит пламя, что влечёт за собой прекращение существования Соляриса и, вместе с этим, стирает все события игры
. В конце вновь показывается «Фестиваль Солнца», только без нападения Эггмана.

## Разработка и выход игры
Разработка игры началась после выхода платформера Billy Hatcher and the Giant Egg в 2003 году. Команда была сформирована из японского штата Sonic Team. Руководителем Sonic the Hedgehog стал дизайнер Сюн Накамура, а продюсером выступил Масахиро Кюмоно. Юдзи Нака, один из создателей Соника, занимал должность исполнительного продюсера, но в мае 2006 года он покинул свой пост и ушёл из Sega в свою созданную компанию Prope. Выпуском нового платформера разработчики заново перезапустили франшизу, вернув её «к корням» эпохи Mega Drive. Проект создавался не только для Xbox 360 и PlayStation 3, но и для Wii и Windows. Однако из-за различий архитектур консолей и дополнительных затрат версию для Wii пришлось отложить и на её основе потом создали Sonic and the Secret Rings, а порт для Windows по неизвестным причинам был отменён.
Sonic the Hedgehog стала первой игрой серии для консолей седьмого поколения. Движком для игры стал Havok, который должен был как можно более реалистично продемонстрировать психокинетические возможности нового персонажа — ежа Сильвера. Также на выбор движка повлиял и тот факт, что права на технологию RenderWare, которую использовала Sonic Team в своих работах, приобрела в 2004 году Electronic Arts и сделала его доступным только для своих дочерних предприятий. Кроме того, по словам разработчиков, новый движок с помощью системы глобального освещения показывает более реалистичную картину мира, в котором живёт Соник со своими друзьями. Уровень детализации и проработки игры, по сравнению с другими частями серии, значительно вырос благодаря аппаратным характеристикам приставок. В прототипе программисты реализовали систему смены времени суток на уровнях, но эта способность не попала в финальную версию и была введена только в Sonic Unleashed. Игровой процесс было решено разделить на две части и сделать его похожим на Sonic Adventure. Помимо одиночной игры, команда создала локальный многопользовательский режим для двух игроков. Sonic Team планировала создать для Sonic the Hedgehog онлайн-мультиплеер и мини-игры, но из-за ограниченного срока разработки студии пришлось отказаться от этих затей.
В Sonic the Hedgehog появились два новых персонажа — вышеупомянутые принцесса Элис и ёж Сильвер, которых сценаристы хотели назвать Олига (англ. Oliga) и Венеция (англ. Venice) соответственно. Элис в игре отводится роль «девы в беде» — на протяжении всей истории её спасать будет сам Соник. При разработке дизайна Сильвера было создано около 50 концептов. Кроме того, персонажа планировали сделать норкой, а в качестве цвета тела персонажа использовать оранжевый. Боясь, что норка будет плохо сочетаться с другими персонажами серии, художники решили сделать того ежом. В финале сотрудники Sonic Team выбрали в качестве окраски оттенок белого, и благодаря ему персонаж получил своё имя — Сильвер, что в переводе с английского — серебряный. Помимо новых героев, команда решила вернуть некоторых старых персонажей из предыдущих частей франшизы, например, кошку Блейз, робота E-123 Омега, ежиху Эми Роуз. Примечательно, что для этой игры художники изменили дизайн Соника и Эггмана, сделав их выше и стройнее.
Игра была анонсирована 18 мая 2005 года на выставке Electronic Entertainment Expo (E3), на которой стало известно, что она будет юбилейной и выйдет в честь 15-летия серии. На выставках E3 2006, Tokyo Game Show и Games Convention игроки могли пройти демоверсию. К 10 мая 2006 года Sonic the Hedgehog была завершена только на 40 %. Позже демо в течение нескольких недель распространялось в сервисе Xbox Live. После анонса на Sonic Team оказывалось большое давление со стороны издательства Sega, которое хотело выпустить проект ближе к Рождеству. Чтобы уложиться в отведённое время, разработчикам пришлось в спешке дорабатывать игру.
Релиз Sonic the Hedgehog на Xbox 360 состоялся в конце 2006 года, а версия для PlayStation 3 вышла только в начале 2007 года. В России распространением игры занималась компания «1C-СофтКлаб». Также в это же время издательство Prima Games выпустило книги, в которых содержится руководство и дополнительная информация по игре. 11 августа 2009 года Sega переиздала свой проект в сервисе Xbox Live Marketplace, но в сентябре следующего года он был удалён. Однако, 22 мая 2022 года игра стала вновь доступна для покупки на Xbox 360.

## Музыка
В создании музыкального сопровождения Sonic the Hedgehog принимали участие композиторы из лейбла Wave Master: Томоя Отани (он же по совместительству и звукорежиссёр), Марико Намба, Хидэаки Кобаяси, Тайхэй Сато, Дзюн Сэноуэ, Такахито Эгути, и другие. К команде музыкантов присоединился композитор первой игры серии Масато Накамура, чтобы перезаписать для игры свою песню «Sweet Sweet Sweet». Композиции были созданы в таких жанрах как классическая и электронная музыка, синти-поп, техно и рок.
Главной темой Соника и всей игры является песня «His World». Существует три версии данной композиции, которые отличаются по звучанию и исполнению. В двух версиях песню исполняют участники группы Zebrahead, а в третьей поёт Джонни Джиоэли из коллектива Crush 40. Музыкальную тему Сильвера «Dreams of an Absolution» написала Марико Намба, а исполнил Ли Бротертон, более известный под псевдонимом Бентли Джонс. Песня имеет «футуристический» аспект. Ли Бротертон отмечал, что при написании песни он руководствовался тем, что если кто-нибудь услышит её текст, у него не было впечатления, что песня была написана для персонажа из видеоигры. Примечательно, что мелодия «Dreams of an Absolution» немного напоминает музыку уровня «Green Hill» из самой первой игры серии. Бротертон заявил, что он заметил это позже и это сходство не было преднамеренным. Как и в случае с «His World», существует ремикс на «Dreams of an Absolution», созданный Дзюном Сэноуэ. Тема ежа Шэдоу «All Hail Shadow» была написана и исполнена Crush 40, и уже звучала ранее в Shadow the Hedgehog. Окончательную тему, «Sweet Sweet Sweet», исполнили вместе Мива Ёсида из группы Dreams Come True и рэпер Эйкон.
Всего было выпущено два музыкальных альбома к игре. Первый из них, Sonic the Hedgehog Vocal Traxx: Several Wills (яп. ソニック・ザ・ヘッジホッグ ヴォーカル・トラックス セヴラル・ウィルス Соникку дза Хэдзихоггу Вуокару Тораккусу: Сэвурару Уирусу), вышел 10 января 2007 года и включал в себя шесть вокальных композиций. В этот же день был издан оригинальный саундтрек игры под названием Sonic the Hedgehog Original Soundtrack (яп. ソニック・ザ・ヘッジホッグ オリジナルサウンドトラック Соникку дза Хэдзихоггу: Оридзинару Саундоторакку). Он состоит из 94 композиций и занимает три компакт-диска. Саундтрек позже был переиздан в цифровом виде в онлайн-магазинах Amazon MP3 и iTunes. Композиции из Sonic the Hedgehog присутствовали в альбомах True Blue: The Best of Sonic the Hedgehog (2008), The Best of Crush 40 — Super Sonic Songs (2009), True Colors: The Best of Sonic the Hedgehog Part 2 (2009), Sonic Generations: 20 Years of Sonic Music (2011), History of the 1ST Stage Original Soundtrack White Edition (2011), Sonic the Hedgehog 1&2 Soundtrack (2011), Sonic Generations Original Soundtrack: Blue Blur (2012) и Sonic the Hedgehog 25th Anniversary Selection (2016).
| №  | Название                                   | Текст песни                               | Музыка                  | Исполнитель                             | Длительность |
| -- | ------------------------------------------ | ----------------------------------------- | ----------------------- | --------------------------------------- | ------------ |
| 1. | «His World»                                | Али Табатабаи, Джонни Джиоэли             | Томоя Отани             | Али Табатабаи и Мэтти Люис из Zebrahead | 4:40         |
| 2. | «Dreams of an Absolution»                  | Ли Бротертон                              | Марико Намба            | Ли Брозертон                            | 5:18         |
| 3. | «All Hail Shadow»                          |                                           | Дзюн Сэноуэ, Майк Щутер | Crush 40                                | 4:03         |
| 4. | «My Destiny»                               | Candie Y                                  | Марико Намба            | Донна Де Лори                           | 6:10         |
| 5. | «His World» (Zebrahead Version)            | Али Табатабаи, Мэтти Люис, Джонни Джиоэли | Томоя Отани             | Zebrahead                               | 3:32         |
| 6. | «Dreams of an Absolution» (LB vs JS Remix) | Ли Бротертон                              | Марико Намба            | Ли Брозертон и Дзюн Сэноуэ              | 5:12         |
| 7. | «His World» (Crush 40 Version)             | Джонни Джиоэли                            | Томоя Отани             | Crush 40                                | 5:17         |

| №                   | Название                                                | Текст песни                   | Музыка                    | Исполнитель                | Длительность |
| ------------------- | ------------------------------------------------------- | ----------------------------- | ------------------------- | -------------------------- | ------------ |
| 1.                  | «His World ~Theme of Sonic the Hedgehog~»               | Али Табатабаи, Джонни Джиоэли | Томоя Отани               | Али Табатабаи и Мэтти Люис | 4:41         |
| 2.                  | «[Event] The Soleanna Festival»                         |                               | Марико Намба              |                            | 0:58         |
| 3.                  | «[Event] Dr. Eggman Appears»                            |                               | Хидэаки Кобаяси           |                            | 1:04         |
| 4.                  | «[Event] Sonic Appears»                                 |                               | Томоя Отани               |                            | 0:53         |
| 5.                  | «Wave Ocean ~The Water’s Edge~»                         |                               | Марико Намба, Томоя Отани |                            | 3:30         |
| 6.                  | «Wave Ocean ~The Inlet~»                                |                               | Марико Намба, Томоя Отани |                            | 3:05         |
| 7.                  | «[Event] Memory of Youth»                               |                               | Марико Намба              |                            | 0:26         |
| 8.                  | «[Boss] Egg-Cerberus & Egg-Genesis»                     |                               | Хидэаки Кобаяси           |                            | 2:48         |
| 9.                  | «Soleanna Castle Town»                                  |                               | Марико Намба              |                            | 2:33         |
| 10.                 | «Dusty Desert ~Quicksand~»                              |                               | Томоя Отани, Марико Намба |                            | 3:46         |
| 11.                 | «[Event] Running Through the Plains»                    |                               | Такахито Эгути            |                            | 2:24         |
| 12.                 | «[Event] Tension… Silver Appears»                       |                               | Хидэаки Кобаяси           |                            | 0:25         |
| 13.                 | «[Boss] VS. Character»                                  |                               | Хидэаки Кобаяси           |                            | 3:40         |
| 14.                 | «[Event] Eggman Sends Sonic to the Future World»        |                               | Хидэаки Кобаяси           |                            | 1:32         |
| 15.                 | «[Event] The Future World?»                             |                               | Хидэаки Кобаяси           |                            | 0:41         |
| 16.                 | «[Event] Can it be True?»                               |                               | tai-hey                   |                            | 1:35         |
| 17.                 | «[Event] Tension… Silver VS. Shadow»                    |                               | Хидэаки Кобаяси           |                            | 1:07         |
| 18.                 | «[Event] Elise Jumps»                                   |                               | Хидэаки Кобаяси           |                            | 0:36         |
| 19.                 | «Tropical Jungle ~The Jungle ~ The Swamp~»              |                               | Марико Намба              |                            | 4:17         |
| 20.                 | «[Event] In the Forest»                                 |                               | Такахито Эгути            |                            | 2:15         |
| 21.                 | «[Event] Elise Goes Alone»                              |                               | Хидэаки Кобаяси           |                            | 1:21         |
| 22.                 | «[Event] Eggman’s Plot»                                 |                               | Хидэаки Кобаяси           |                            | 1:48         |
| 23.                 | «Kingdom Valley ~Wind ~ The Castle ~ Lakeside ~ Water~» |                               | Марико Намба              |                            | 6:49         |
| 24.                 | «[Event] Out of Control»                                |                               | tai-hey                   |                            | 0:37         |
| 25.                 | «[Event] I Will Change My Destiny»                      |                               | tai-hey                   |                            | 1:33         |
| 26.                 | «[Boss] Egg-Wyvern»                                     |                               | Хидэаки Кобаяси           |                            | 3:36         |
| 27.                 | «Theme of Dr. Eggman ~Full Version~»                    |                               | Хидэаки Кобаяси           |                            | 3:32         |
| 28.                 | «Theme of Sonic the Hedgehog ~2006 E3 Version~»         |                               | Томоя Отани               |                            | 2:03         |
| 29.                 | «Accordion Song»                                        |                               | Марико Намба              |                            | 1:31         |
| Общая длительность: | Общая длительность:                                     | Общая длительность:           | Общая длительность:       | Общая длительность:        | 65:06        |

| №                   | Название                                         | Музыка                  | Исполнитель         | Длительность |
| ------------------- | ------------------------------------------------ | ----------------------- | ------------------- | ------------ |
| 1.                  | «All Hail Shadow ~Theme of Shadow the Hedgehog~» | Дзюн Сэноуэ, Майк Щутер | Crush 40            | 4:00         |
| 2.                  | «[Event] Shadow’s Infiltration»                  | Томоя Отани             |                     | 0:33         |
| 3.                  | «White Acropolis ~Snowy Peak~»                   | Марико Намба            |                     | 3:06         |
| 4.                  | «White Acropolis ~The Base~»                     | Марико Намба            |                     | 2:52         |
| 5.                  | «[Event] To the Ancient Soleanna Castle»         | Марико Намба            |                     | 1:02         |
| 6.                  | «Soleanna Forest»                                | Марико Намба            |                     | 2:08         |
| 7.                  | «[Event] Tension… The Scepter of Darkness»       | Хидэаки Кобаяси         |                     | 0:33         |
| 8.                  | «[Event] The Resurrection of Mephiles»           | Хидэаки Кобаяси         |                     | 1:24         |
| 9.                  | «[Event] Confirming the Future»                  | Хидэаки Кобаяси         |                     | 1:30         |
| 10.                 | «Flame Core ~Volcano~»                           | Томоя Отани             |                     | 3:09         |
| 11.                 | «Flame Core ~The Cavern~»                        | Томоя Отани             |                     | 3:14         |
| 12.                 | «[Event] The Black Shadow»                       | Хидэаки Кобаяси         |                     | 0:27         |
| 13.                 | «Tropical Jungle ~The Ruins~»                    | Марико Намба            |                     | 2:42         |
| 14.                 | «[Event] Mephiles’ Whisper»                      | Хидэаки Кобаяси         |                     | 1:36         |
| 15.                 | «[Boss] Mephiles»                                | Хидэаки Кобаяси         |                     | 2:49         |
| 16.                 | «Soleanna New City»                              | Томоя Отани             |                     | 2:22         |
| 17.                 | «Radical Train ~The Abandoned Mine~»             | Томоя Отани             |                     | 2:43         |
| 18.                 | «Radical Train ~The Chase~»                      | Томоя Отани             |                     | 2:50         |
| 19.                 | «[Event] The Accident 10 Years Ago»              | tai-hey                 |                     | 0:47         |
| 20.                 | «Aquatic Base ~Level 1~»                         | Марико Намба            |                     | 2:37         |
| 21.                 | «Aquatic Base ~Level 2~»                         | Марико Намба            |                     | 2:30         |
| 22.                 | «[Event] Leaving the Scepter of Darkness»        | Марико Намба            |                     | 0:20         |
| 23.                 | «[Event] The Sealing Revealed»                   | tai-hey                 |                     | 0:26         |
| 24.                 | «[Event] Determination… Omega’s Confession»      | tai-hey                 |                     | 0:20         |
| 25.                 | «[Event] Mephiles’ Temptation»                   | Хидэаки Кобаяси         |                     | 1:11         |
| 26.                 | «[Boss] Mephiles Phase 2»                        | Хидэаки Кобаяси         |                     | 3:50         |
| 27.                 | «[Event] Showdown with Mephiles»                 | Хидэаки Кобаяси         |                     | 1:41         |
| 28.                 | «Result»                                         | Томоя Отани             |                     | 1:40         |
| 29.                 | «Town Mission 1»                                 | Марико Намба            |                     | 1:11         |
| 30.                 | «Town Mission 2»                                 | Томоя Отани             |                     | 0:53         |
| 31.                 | «Town Mission 3»                                 | Томоя Отани             |                     | 0:48         |
| 32.                 | «Town Mission 4»                                 | Томоя Отани             |                     | 0:51         |
| 33.                 | «[Jingle] Invincible»                            | Томоя Отани             |                     | 0:23         |
| 34.                 | «[Jingle] Mission Clear»                         | Хидэаки Кобаяси         |                     | 0:12         |
| 35.                 | «[Jingle] Town Mission Clear»                    | Сэйро Окамото           |                     | 0:10         |
| 36.                 | «Extras»                                         | Марико Намба            |                     | 2:33         |
| Общая длительность: | Общая длительность:                              | Общая длительность:     | Общая длительность: | 61:23        |

| №                   | Название                                                      | Текст песни         | Музыка                    | Исполнитель         | Длительность |
| ------------------- | ------------------------------------------------------------- | ------------------- | ------------------------- | ------------------- | ------------ |
| 1.                  | «Dreams of an Absolution ~Theme of Silver the Hedgehog~»      | Ли Брозертон        | Марико Намба              | Ли Брозертон        | 5:16         |
| 2.                  | «[Event] The Ruined World of the Future»                      |                     | Марико Намба              |                     | 0:51         |
| 3.                  | «Crisis City ~The Flames ~ Scyscraper ~ Whirlwind ~ Tornado~» |                     | Томоя Отани               |                     | 6:51         |
| 4.                  | «[Event] Confrontation with Iblis»                            |                     | Хидэаки Кобаяси           |                     | 0:31         |
| 5.                  | «[Boss] Iblis»                                                |                     | Хидэаки Кобаяси           |                     | 3:11         |
| 6.                  | «[Event] He’s the Iblis Trigger!»                             |                     | Хидэаки Кобаяси           |                     | 1:57         |
| 7.                  | «Dusty Desert ~The Ruins~»                                    |                     | Томоя Отани, Марико Намба |                     | 2:53         |
| 8.                  | «[Event] Is it Right…?»                                       |                     | tai-hey                   |                     | 1:10         |
| 9.                  | «[Event] Invasion… Encounter with Amy and Elise»              |                     | tai-hey                   |                     | 0:31         |
| 10.                 | «[Event] Never Cry, No Matter What»                           |                     | Марико Намба              |                     | 1:44         |
| 11.                 | «[Event] Determination… Return to the Future»                 |                     | tai-hey                   |                     | 0:42         |
| 12.                 | «[Event] The Last Clash with Iblis»                           |                     | Хидэаки Кобаяси           |                     | 0:20         |
| 13.                 | «[Boss] Iblis Phase 3»                                        |                     | Хидэаки Кобаяси           |                     | 3:45         |
| 14.                 | «[Event] You Are My Companion»                                |                     | tai-hey                   |                     | 1:57         |
| 15.                 | «[Event] Mephiles’ Smile»                                     |                     | Хидэаки Кобаяси           |                     | 0:20         |
| 16.                 | «[Event] Elise’s Tears»                                       |                     | tai-hey                   |                     | 0:54         |
| 17.                 | «[Event] The Villain was Set Free»                            |                     | Хидэаки Кобаяси           |                     | 0:45         |
| 18.                 | «[Event] The Resurrection of Solaris»                         |                     | Хидэаки Кобаяси           |                     | 0:40         |
| 19.                 | «[Event] The Time-Space Rift»                                 |                     | Хидэаки Кобаяси           |                     | 4:13         |
| 20.                 | «End of the World»                                            |                     | Томоя Отани               |                     | 5:21         |
| 21.                 | «[Event] Wishing Upon the Chaos Emeralds»                     |                     | Хидэаки Кобаяси           |                     | 2:31         |
| 22.                 | «[Boss] Solaris Phase 1»                                      |                     | Хидэаки Кобаяси           |                     | 3:27         |
| 23.                 | «[Boss] Solaris Phase 2»                                      |                     | Томоя Отани               |                     | 3:01         |
| 24.                 | «[Event] Solaris Destroyed»                                   |                     | Томоя Отани               |                     | 0:40         |
| 25.                 | «[Event] The Flame of Hope»                                   |                     | Марико Намба              |                     | 1:15         |
| 26.                 | «[Event] Just Smile»                                          |                     | Марико Намба              |                     | 1:29         |
| 27.                 | «[Event] Parade: Past Memories»                               |                     | Такахито Эгути            |                     | 1:52         |
| 28.                 | «My Destiny ~Theme of Elise~»                                 | Candie Y            | Марико Намба              | Донна Де Лори       | 6:10         |
| 29.                 | «My Destiny ~Theme of Elise~» (Karaoke Version)               |                     |                           |                     | 6:10         |
| Общая длительность: | Общая длительность:                                           | Общая длительность: | Общая длительность:       | Общая длительность: | 70:22        |

## Озвучивание
В английской версии в дополнение к актёрам дубляжа 4Kids Entertainment, одного из персонажей (принцессу Элис) озвучила актриса Лейси Шабер, которая по совпадению является фанатом Соника. Это первая игра серии, в озвучивании которой принимал участие голливудский актёр. Персонажи на японском языке были озвучены теми же сэйю, что и в предыдущих играх серии, начиная с Sonic Adventure.
Версии игры для PlayStation 3 и Xbox 360 имеют обе версии озвучивания, вместе с субтитрами. Чтобы сменить озвучивание, на Xbox 360 надо изменить язык в системном меню Xbox Dashboard, а на PlayStation 3 аналогичная функция осуществляется в языковых опциях консоли.
| Персонаж                             | Японский актёр озвучивания     | Английский актёр озвучивания |
| ------------------------------------ | ------------------------------ | ---------------------------- |
| Ёж Соник                             | Дзюнъити Канэмару              | Джейсон Гриффит              |
| Ёж Шэдоу                             | Кодзи Юса                      | Джейсон Гриффит              |
| Ёж Сильвер                           | Дайсукэ Оно                    | Пит Капелла                  |
| Принцесса Элис                       | Маая Сакамото                  | Лейси Шабер                  |
| Доктор Эггман                        | Тикао Оцука                    | Майк Поллок                  |
| Рассказчик                           | Кэндзи Уцуми                   | Майк Поллок                  |
| Майлз «Тейлз» Прауэр                 | Рё Хирохаси                    | Эми Пэлэнт                   |
| Кошка Блейз                          | Нао Такамори                   | Эрика Шрёдер                 |
| Ехидна Наклз                         | Нобутоси Канна                 | Дэн Грин                     |
| Мефилес                              | Такаюки Сакадзумэ              | Дэн Грин                     |
| Научные сотрудники проекта «Солярис» | Кэйдзин Окуда Ёсикадзу Кадзума | Дэн Грин                     |
| Летучая мышь Руж                     | Руми Отиай                     | Карен Лин Такетт             |
| Эми Роуз                             | Таэко Кавата                   | Лиза Ортис                   |
| E-123 Омега                          | Тайтэн Кусуноки                | Мэдди Блоштейн               |
| Герцог Солеанны                      | Кэндзи Уцуми                   | Дэвид Уиллс                  |
| Коммуникатор G.U.N.                  | Кэйдзин Окуда                  | Дэвид Уиллс                  |
| Служанки                             | Хикари Ёно                     | Эми Пэлэнт Лиза Ортис        |
| Примечания: 1. 2. 3. 4.              |                                |                              |

## Оценки и мнения
| Сводный рейтинг           | Сводный рейтинг | Сводный рейтинг |
| Издание                   | Оценка          | Оценка          |
| Издание                   | PS3             | Xbox 360        |
| ------------------------- | --------------- | --------------- |
| GameRankings              | 46,12 %         | 48,74 %         |
| Game Ratio                | 42 %            | 47 %            |
| Metacritic                | 43/100          | 46/100          |
| MobyRank                  | 41/100          | 43/100          |
| Иноязычные издания        |                 |                 |
| Издание                   | Оценка          | Оценка          |
| Издание                   | PS3             | Xbox 360        |
| 1UP.com                   | N/A             | C               |
| AllGame                   | [ 92 ]          | [ 93 ]          |
| Edge                      | N/A             | 3/10            |
| EGM                       | N/A             | 4/10            |
| Eurogamer                 | N/A             | 2/10            |
| Famitsu                   | 29/40           | 30/40           |
| G4                        | N/A             | 1/5             |
| Game Informer             | 6,75/10         | 6,75/10         |
| GamePro                   | N/A             | [ 13 ]          |
| GameSpot                  | 4,2/10          | 4,4/10          |
| GameSpy                   | N/A             | [ 22 ]          |
| GamesRadar+               | 4/10            | 4/10            |
| GameTrailers              | 4,6/10          | 4,6/10          |
| GameZone                  | N/A             | 4,5/10          |
| IGN                       | 4,2/10          | 4,8/10          |
| OXM                       | N/A             | 4,5/10          |
| PALGN                     | N/A             | 3/10            |
| Play (UK)                 | 5,5/10          | 8,5/10          |
| TeamXbox                  | N/A             | 6/10            |
| VideoGamer                | 3/10            | 3/10            |
| Official Xbox Magazine UK | N/A             | 6/10            |
| GameStats                 | 5,3/10          | 5,6/10          |
| Русскоязычные издания     |                 |                 |
| Издание                   | Оценка          | Оценка          |
| Издание                   | PS3             | Xbox 360        |
| «Страна игр»              | 4,5/10          | 4,5/10          |

После выхода игра получила в основном негативные отзывы от прессы. Многие сайты и журналы назвали Sonic the Hedgehog худшей игрой всех времён. По данным сайта Metacritic, средняя оценка игры составляет 46 баллов для Xbox 360 и 42 балла для PlayStation 3. Схожая статистика опубликована в GameRankings — 48,74 % для Xbox 360 и 46,12 % для PlayStation 3. Несмотря на отрицательные отзывы, проекту сопутствовал коммерческий успех. К 2014 году по всему миру было продано два миллиона экземпляров игры.
Большинство журналистов раскритиковали игру за долгие загрузки, систему камер, неудобное управление и графические недоработки. Хуан Кастро из IGN в своём обзоре писал, что Sonic the Hedgehog предлагает несколько хороших идей и горстку захватывающих моментов, но ничего из этого не помогает игре восстановиться после «катастрофических потерь» в управлении. Представитель журнала «Страна игр» заявил, что проблемы с контролем связаны в первую очередь с виртуальной камерой. Если проходить уровни за Соника и Шэдоу ещё можно, то «попытка взять под крыло остальных легко может закончиться нервным срывом». О проблемах с камерой более подробно писал представитель GameSpot Джеф Герстманн. Она может дать хороший вид, но в некоторых местах может неожиданно поменять угол обзора. Из-за проблем невозможно проходить игру дальше и наступает разочарование, потому что камера, вкупе с управлением, посылает Соника и его друзей в бездну. Количество жизней мало, а возможность сохраняться есть только в городе, а чтобы попасть туда, необходимо долго ждать загрузку игры. Некоторые критики выдвинули предположение, что Sonic Team просто в спешке создавала свой проект и в результате не справилась со своими поставленными задачами.
Негативные отзывы получили сюжет игры и новые персонажи — ёж Сильвер и принцесса Элис. Журналист из GameTrailers назвал историю «смешной» и добавил, что более интересные фанфики можно почитать в Интернете. Герстманн разочаровался в персонажах игры, большинство из которых, по его словам, не слишком интересны. С этим мнением согласились и в Eurogamer. Представители сайта GamesRadar подвергли критике роман между Соником и Элис. Сцену поцелуя ежа и человека они назвали «причудливой», и добавили, «истинная любовь ещё не была такой отвратительной». Положительно историю игры оценил Брайан Вор из журнала Game Informer. По его мнению, сюжет сначала кажется бессмысленным, но в конце концов он становится более интересным благодаря путешествиям во времени, пафосу и командной победе над злом.
Визуальная составляющая игры была неоднозначно оценена прессой. В журнале «Страна игр» разработчиков Sonic the Hedgehog похвалили за огромные и разнообразные уровни, интересные битвы с боссами, декорации. Отдельно в обзоре были отмечены видеоролики, которые, по словам рецензента с ником «RedCat», не стыдно показать даже в офисе Square Enix. Герсманн и Кастро положительно оценили анимацию персонажей и текстуры игры, однако в версии для PlayStation 3 наблюдается снижение качества текстур и кадровой частоты. Главными недостатками проекта большинство сайтов и журналов посчитали открытый игровой мир и многочисленные миссии. Город не чувствуется живым даже с десятком неигровых персонажей (NPC), которые повторяют одну и ту же информацию для персонажей, а миссии не раскрывают историю и нуждаются в явной доработке. Кроме того, масло в огонь подливает и тот факт, что возможность сохраняться в игре доступна только в городе.
В основном позитивно критики оценили музыкальное сопровождение к игре. «Мелодии и эффекты звучат хорошо, но они не запоминаются», — пишет Кастро. Схожее мнение было у Герстмана, который посчитал, что мелодии, кроме заглавной темы, ничем особым не выделяются. Положительный отзыв о работе композиторов оставил рецензент из GameZone, хоть и немного покритиковал композиции за их небольшую повторяемость.

### Влияние
После публикаций обзоров, большинство из которых были негативными, Sonic Team признала свои ошибки. По словам дизайнера Ёдзиро Огавы, на результат повлияло несколько важных факторов: во-первых, команда хотела успеть выпустить игру к Рождеству, поэтому им пришлось торопиться, а, во-вторых, им пришлось делать две версии одновременно — для PlayStation 3 и Xbox 360. Кроме того, студия испытывала серьёзное давление и в результате не справилась с поставленной задачей. Неудача заставила компанию полностью пересмотреть основную концепцию серии. В последующих работах Sonic Team, таких как Sonic Unleashed и Sonic Colors, был создан совершенно новый игровой процесс, практически не похожий на тот, что был в Sonic the Hedgehog 2006 года.
Несмотря на дальнейшее игнорирование разработчиками событий Sonic the Hedgehog, уровень «Crisis City» был воссоздан заново проекте в Sonic Generations, посвящённый 20-летию ежа Соника. Также ёж Сильвер, дебют которого состоялся в игре 2006 года, впоследствии появился в последующих играх и комиксах Sonic the Hedgehog от Archie Comics. Коллекционные карточки с персонажами из Sonic the Hedgehog 2006 года присутствуют в игре Sonic Rivals 2. Переосмысление уровня «Kingdom Valley» появилось в игре 2024 года Shadow Generations, события которой разворачиваются параллельно Sonic Generations. Также, персонаж Мефилес вновь выступает в качестве одного из боссов игры.